# Giulia Quintavalle
Giulia Quintavalle (Livorno, 6 maart 1983) is een Italiaans judoka.
Quintavalle versloeg tijdens de Olympische Zomerspelen 2008 in de finale de Nederlandse Deborah Gravenstijn met een yuko.  Quintavalle won met de Italiaanse damesploeg de gouden medaille in de landenwedstrijd tijdens de Europese kampioenschappen judo 2010. Tijdens de Olympische Zomerspelen 2012 verloor Quintavalle in de kwartfinale van de latere kampioene Kaori Matsumoto en kwam via de herkansingen in de strijd om het brons terecht, deze wedstrijd werd door Quintavalle verloren, waardoor Quintavalle als vijfde eindigde.

## Resultaten
- Olympische Zomerspelen 2008 in Peking  in het lichtgewicht
- Europese kampioenschappen judo 2010 in Wenen  in de landenwedstrijd
- Olympische Zomerspelen 2012 in Londen 5e in het lichtgewicht

1992: Miriam Blasco ·
1996: Driulis González ·
2000: Isabel Fernández ·
2004: Yvonne Bönisch ·
2008: Giulia Quintavalle · 
2012: Kaori Matsumoto · 
2016: Rafaela Silva · 
2020: Nora Gjakova · 
2024: Christa Deguchi